# VSS Enterprise
VSS Enterprise (хвостовой номер: N339SS) — первый из пяти коммерческих суборбитальных космических кораблей, построенных авиастроительной компанией «Scaled Composites» для Virgin Galactic. Кроме того, должен был стать первым судном класса Модель 339 SpaceShipTwo, на основе масштабирования[уточнить] дизайна SpaceShipOne.
Название VSS Enterprise дано по аналогии с USS Enterprise из телесериала «Star Trek».
SpaceShipTwo совершил свой первый активный полет в апреле 2013 года. Ричард Брэнсон тогда заявил: «Всё прошло как нельзя лучше».
31 октября 2014 года в 17:07 UTC (10:07 PDT) аппарат потерпел катастрофу во время испытательного полёта. После достижения самолётом-носителем White Knight Two высоты 15 200 метров и отделения от него, через несколько секунд свободного полёта с включенным двигателем полностью разрушился (по заявлению, сделанному 3 ноября — из-за несанкционированного перевода хвостового оперения в положение торможения). На его борту находились 2 члена экипажа, погиб второй пилот — 39-летний Майкл Олсбери, он был найден на месте обломков; командир экипажа — 43-летний Питер Сиболд — смог парашютироваться, он получил травмы плеча и в дальнейшем был выписан из больницы через 3 дня.
Катастрофа произошла над пустыней Мохаве в штате Калифорния, где в Мохаве в округе Керн находится Аэро- и космопорт Мохаве, а в 26 км к юго-востоку от города Мохаве — авиабаза Эдвардс.

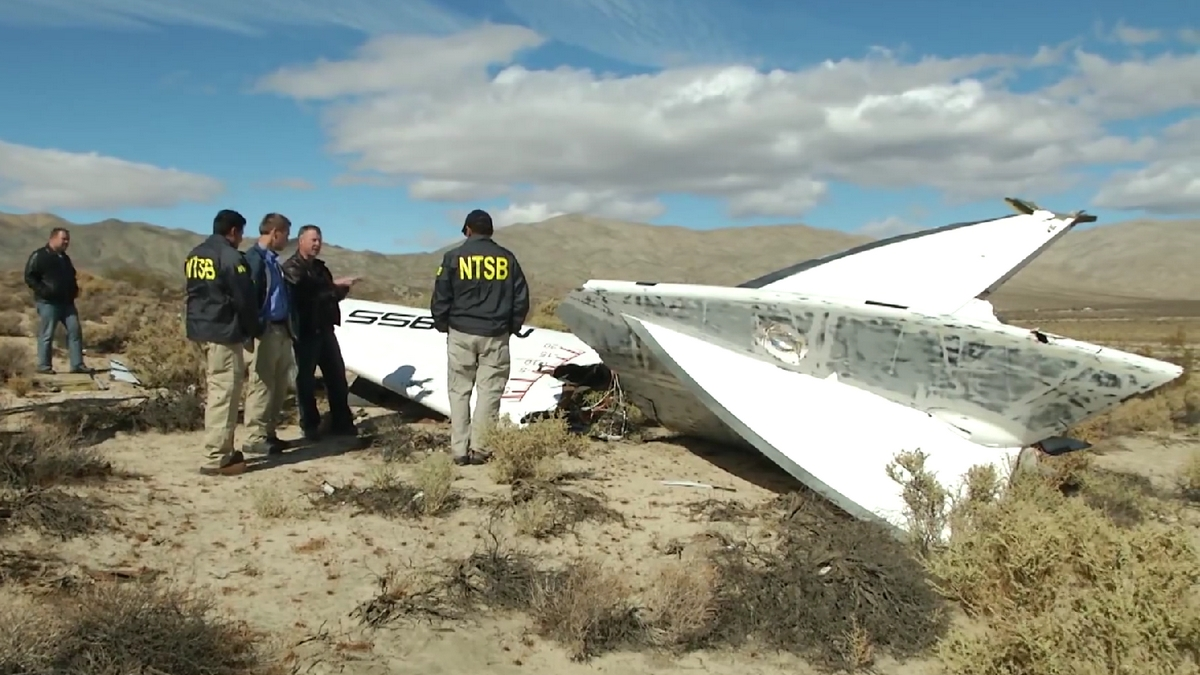
Следователи NTSB изучают хвостовую часть VSS Enterprise

Расследование причин катастрофы проводил Национальный совет по безопасности на транспорте (NTSB).